# Накаи (посёлок)
Накаи (яп. 中井町 Накаи-мати) — посёлок в Японии, находящийся в уезде Асигараками префектуры Канагава. Площадь посёлка составляет 20,02 км², население — 9751 человек (1 августа 2014), плотность населения — 487,06 чел./км².

## Географическое положение
Посёлок расположен на острове Хонсю в префектуре Канагава региона Канто. С ним граничат города Хирацука, Одавара, Хадано и посёлки Ниномия, Ои.

## Население
Население посёлка составляет 9751 человек (1 августа 2014), а плотность — 487,06 чел./км². Изменение численности населения с 1980 по 2005 годы:
| 1980 | 8626 чел.   |  |
| 1985 | 9371 чел.   |  |
| 1990 | 10 054 чел. |  |
| 1995 | 10 398 чел. |  |
| 2000 | 10 222 чел. |  |
| 2005 | 10 173 чел. |  |

## Символика
Деревом посёлка считается Platycodon grandiflorus, цветком — Osmanthus fragrans, птицей — белая цапля.